# Río Groot (Cabo Sur)
El río Groot es un río de la zona sur de la provincia del Cabo Occidental de Sudáfrica. Es un afluente por la derecha del río Gourits.

## Curso
El río Groot nace en la escarpa Komsberg del Gran Karoo, a unos 40 km al sur de Sutherland en la provincia del Cabo Septentrional, y se conoce como Komsberg en su curso superior. Fluyendo hacia el sureste se convierte en el río Buffels. Luego se dobla hacia el sur a través de Laingsburg y fluye primero hacia el sureste, luego hacia el sur hacia la presa Floriskraal, y luego hacia el suroeste, antes de fluir nuevamente hacia el sur y atravesar las montañas Klein Swartberg a través de Buffelspoort, un profundo desfiladero, hacia Little Karoo.
El río finalmente se convierte en el río Groot en el punto donde se encuentran los ríos Buffels y Klein-Swartberg, unos 50 km antes de su confluencia con el río Touws, y luego fluye hacia el este, pasando Van Wyksdorp, hacia su confluencia con el río Gourits.
Su principal afluente es el río Touws que nace en las montañas del río Hex y fluye hacia el este a través de la ciudad del mismo nombre y hacia el sur hasta Little Karoo, donde se une a la margen derecha del río Groot.